# ADN (álbum)
ADN es el nombre del álbum debut de estudio grabado por el cantante colombiano Manuel Turizo. Fue lanzado al mercado bajo el sello discográfico Sony Music Latin el 23 de agosto de 2019.
El álbum se caracteriza por el estilo urbano de Manuel, donde hay una combinación de ritmos como el reguetón, la balada romántica y el trap, fusionados con melodías folclóricas. Además, la portada del álbum hace alusión al trabajo que desarrolló a lado de su hermano Julián Turizo, quien es cocompositor de las canciones.
Asimismo, el álbum marca el lanzamiento de Manuel Turizo como artista a nivel internacional, después de su éxito en varios de sus sencillos como «Una lady como tú», «Esperándote» y «Culpables». Asimismo, el 23 de agosto de 2019, el álbum fue presentado junto a su sencillo «Te Quemaste» junto a Anuel AA.
En este álbum, están incluidas las participaciones de Ozuna, Anuel AA, Zion & Lennox, Sech, Nicky Jam y Noriel.

## Lista de canciones
| N.º | Título                                     | Duración |  |
| 1.  | «Una lady como tú»                         | 3:33     |  |
| 2.  | «Esperándote»                              | 3:20     |  |
| 3.  | «Culpables»                                | 3:53     |  |
| 4.  | «Sola»                                     | 3:15     |  |
| 5.  | «Una vez más» (con Noriel)                 | 4:12     |  |
| 6.  | «Esclavo de tus besos» (con Ozuna)         | 3:39     |  |
| 7.  | «Bailemos» (con Sech)                      | 3:26     |  |
| 8.  | «Caso perdido»                             | 3:31     |  |
| 9.  | «Nada ha cambiado»                         | 3:48     |  |
| 10. | «No digas que te vas» (con Zion & Lennox)  | 3:01     |  |
| 11. | «No me conoce»                             | 2:54     |  |
| 12. | «Te pido perdón»                           | 3:55     |  |
| 13. | «No le perteneces» (con Nicky Jam)         | 3:52     |  |
| 14. | «Sábanas desordenadas» (con Darell)        | 3:45     |  |
| 15. | «Te quemaste» (con Anuel AA)               | 3:19     |  |
| 16. | «Una lady como tú (Remix)» (con Nicky Jam) | 3:51     |  |